# 勒马尔涅斯
勒马尔涅斯（法語：Le Margnès，法語發音：[lə maʁɲɛs]）是法国奧克西塔尼大區塔恩省的一个旧市镇，属于卡斯特尔区。2016年1月1日，勒马尔涅斯与临近的2个市镇合并为新市镇丰里约。

## 地理
勒马尔涅斯（43°38'28"N, 2°36'4"E）面积17.89 平方千米，位于法国奧克西塔尼大區塔恩省，该省份为法国南部内陆省份，北起顺时针与阿韦龙省、埃罗省、奥德省、上加龙省和塔恩-加龙省接壤。
与勒马尔涅斯接壤的市镇（或旧市镇、城区）包括：丰里约、拉科讷、拉蒙泰拉列。
勒马尔涅斯的时区为UTC+01:00、UTC+02:00（夏令时）。

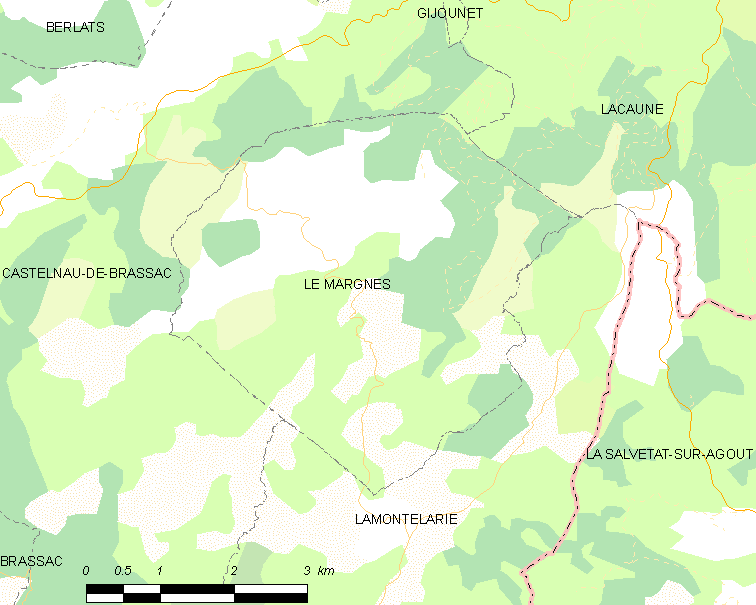
勒马尔涅斯的OSM定位图

## 行政
勒马尔涅斯的邮政编码为81260，INSEE市镇编码为81153。

## 政治
勒马尔涅斯所属的省级选区为奥克高地县。

## 人口

1962-2008年间勒马尔涅斯人口变化图示

勒马尔涅斯于2018年1月1日时的人口数量为50人。